# Governatorato di al-Farwaniyya
Il governatorato di al-Farwaniyya è uno dei sei governatorati del Kuwait. Il capoluogo è al-Farwaniyya, che è anche la città più importante e popolata del governatorato.

## Geografia fisica
È la principale zona residenziale di Kuwait e costituisce anche una parte importante delle attività commerciali del Kuwait.
Confina a est con il governatorato di Mobarak al-Kabir e il governatorato di Hawalli, a nord col governatorato della Capitale, a ovest col governatorato di al-Jahra, a sud col governatorato di al-Ahmadi. Non ha sbocchi sul mare o su laghi ne viene attraversato da fiumi, il territorio è prevalentemente pianeggiante.

## Governo
Il governatore è Faisal H. M. Al-Sabah dal maggio 2014.

## Amministrazione
Il governatorato è composto dai seguenti distretti:
- Abraq Khaitan
- Al Andalus
- Ishbilia
- Jleeb al-Shuwaikh
- Omariya
- Ardiya
- Industrial Ardiya
- Fordous
- al-Farwaniyya
- Shadadiyya
- Rihab
- Rabiya
- Industrial Rai
- Abdullah al-Mubarak
- Dajeej
- Abdullah al-Mubarak
- South Khaitan